# Mallophora scutellaris
Mallophora scutellaris är en tvåvingeart som beskrevs av Lynch Arribalzaga 1880. Mallophora scutellaris ingår i släktet Mallophora och familjen rovflugor. Inga underarter finns listade i Catalogue of Life.